# Mistrovství Evropy ve fotbale hráčů do 19 let 2022
Mistrovství Evropy ve fotbale hráčů do 19 let 2022 se konalo od 18. června do 1. července 2022 na Slovensku. Turnaj pořádaný pod patronací UEFA byl v pořadí 19. v historii, přičemž ročníky 2020 a 2021 se kvůli pandemii covidu-19 nekonaly. Zúčastnit se mohli hráči narození nejdříve 1. ledna 2003. Šampionát zároveň sloužil jako kvalifikace na Mistrovství světa ve fotbale hráčů do 20 let 2023 v Indonésii.
Obhájci vítězství ze Španělska se mezi 8 účastníků nekvalifikovali. Celkově 11. titul získala Anglie, když ve finále porazila Izrael 3:1 po prodloužení.

## Účastníci
Údaje zahrnují pouze turnaje do 19 let (od roku 2002)
| Tým       | Kvalifikován jako            | Počet účastí | Poslední účast | Nejlepší umístění             |
| --------- | ---------------------------- | ------------ | -------------- | ----------------------------- |
| Slovensko | Hostitel                     | 2.           | 2002           | 3. místo (2002)               |
| Izrael    | Vítěz kvalifikační skupiny 1 | 2.           | 2014           | Základní skupina (2014)       |
| Francie   | Vítěz kvalifikační skupiny 2 | 12.          | 2019           | Vítězové (2005, 2010, 2016)   |
| Anglie    | Vítěz kvalifikační skupiny 3 | 11.          | 2018           | Vítězové (2017)               |
| Rumunsko  | Vítěz kvalifikační skupiny 4 | 2.           | 2011           | Základní skupina (2011)       |
| Itálie    | Vítěz kvalifikační skupiny 5 | 8.           | 2019           | Vítězové (2003)               |
| Srbsko    | Vítěz kvalifikační skupiny 6 | 8.           | 2014           | Vítězové (2013)               |
| Rakousko  | Vítěz kvalifikační skupiny 7 | 8.           | 2016           | Semifinále (2003, 2006, 2014) |

## Stadiony
| Trnava                      | Dunajská Streda  | Banská Bystrica | Žiar nad Hronom | Senec           |
| --------------------------- | ---------------- | --------------- | --------------- | --------------- |
| Štadión Antona Malatinského | DAC-aréna        | Štadión SNP     | Mestský štadión | NTC Senec       |
|                             |                  |                 |                 |                 |
| Kapacita: 19 200            | Kapacita: 12 700 | Kapacita: 7 900 | Kapacita: 2 309 | Kapacita: 3 264 |

## Skupinová fáze
Všechny časy zápasů jsou uvedeny v SELČ (UTC +2).
| Vysvětlivky                                                                   |
| ----------------------------------------------------------------------------- |
| Týmy z prvních a druhých míst postoupily do semifinále a na MS do 20 let 2023 |
| Týmy z třetích míst postoupily do zápasu o MS do 20 let 2023                  |

### Skupina A
| Poz. | Tým       | Z | V | R | P | VG | IG | +/- | B |
| ---- | --------- | - | - | - | - | -- | -- | --- | - |
| 1.   | Francie   | 3 | 3 | 0 | 0 | 11 | 2  | +9  | 9 |
| 2.   | Itálie    | 3 | 2 | 0 | 1 | 4  | 5  | -1  | 6 |
| 3.   | Slovensko | 3 | 1 | 0 | 2 | 1  | 6  | -5  | 3 |
| 4.   | Rumunsko  | 3 | 0 | 0 | 3 | 2  | 5  | -3  | 0 |

| 18. června 2022 17:30 |        |                                                |                                                                          |
| Slovensko             | 0 : 5  | Francie                                        | Štadión Antona Malatinského, Trnava diváci: 5 238 rozhodčí: Morten Krogh |
|                       | Report | Tchaouna 16' Bonny 34', 59' Virginius 57', 62' | Štadión Antona Malatinského, Trnava diváci: 5 238 rozhodčí: Morten Krogh |

| 18. června 2022 20:00    |        |                |                                                                     |
| Itálie                   | 2 : 1  | Rumunsko       | DAC-aréna, Dunajská Streda diváci: 1 327 rozhodčí: Nathan Verboomen |
| Baldanzi 47' Volpato 68' | Report | Andronache 53' | DAC-aréna, Dunajská Streda diváci: 1 327 rozhodčí: Nathan Verboomen |

| 21. června 2022 17:30 |        |               |                                                                               |
| Slovensko             | 0 : 1  | Itálie        | Štadión Antona Malatinského, Trnava diváci: 8 235 rozhodčí: Goga Kikačejšvili |
|                       | Report | Ambrosino 33' | Štadión Antona Malatinského, Trnava diváci: 8 235 rozhodčí: Goga Kikačejšvili |

| 21. června 2022 20:00 |        |                          |                                                                      |
| Rumunsko              | 1 : 2  | Francie                  | DAC-aréna, Dunajská Streda diváci: 869 rozhodčí: Matthew De Gabriele |
| Coubiş 82'            | Report | Tchaouna 12' Adeline 20' | DAC-aréna, Dunajská Streda diváci: 869 rozhodčí: Matthew De Gabriele |

| 24. června 2022 17:30 |        |              |                                                                                   |
| Rumunsko              | 0 : 1  | Slovensko    | Štadión Antona Malatinského, Trnava diváci: 3 485 rozhodčí: Manfredas Lukjančukas |
|                       | Report | Griger 90+5' | Štadión Antona Malatinského, Trnava diváci: 3 485 rozhodčí: Manfredas Lukjančukas |

| 24. června 2022 17:30                      |        |             |                                                                  |
| Francie                                    | 4 : 1  | Itálie      | DAC-aréna, Dunajská Streda diváci: 2 137 rozhodčí: António Nobre |
| Da Silva 24' Tchaouna 37', 69' Arconte 79' | Report | Volpato 16' | DAC-aréna, Dunajská Streda diváci: 2 137 rozhodčí: António Nobre |

### Skupina B
| Poz. | Tým      | Z | V | R | P | VG | IG | +/- | B |
| ---- | -------- | - | - | - | - | -- | -- | --- | - |
| 1.   | Anglie   | 3 | 3 | 0 | 0 | 7  | 0  | +7  | 9 |
| 2.   | Izrael   | 3 | 1 | 1 | 1 | 6  | 5  | +1  | 4 |
| 3.   | Rakousko | 3 | 1 | 0 | 2 | 5  | 8  | -3  | 3 |
| 4.   | Srbsko   | 3 | 0 | 1 | 2 | 4  | 9  | -5  | 1 |

| 19. června 2022 17:30    |        |                      |                                                                      |
| Srbsko                   | 2 : 2  | Izrael               | Mestský štadión, Žiar nad Hronom diváci: 945 rozhodčí: António Nobre |
| Lazetić 8' Leković 90+3' | Report | Gluh 16' Ibrahim 74' | Mestský štadión, Žiar nad Hronom diváci: 945 rozhodčí: António Nobre |

| 19. června 2022 20:00      |        |          |                                                                            |
| Anglie                     | 2 : 0  | Rakousko | Štadión SNP, Banská Bystrica diváci: 1 537 rozhodčí: Manfredas Lukjančukas |
| Chukwuemeka 43' Devine 65' | Report |          | Štadión SNP, Banská Bystrica diváci: 1 537 rozhodčí: Manfredas Lukjančukas |

| 22. června 2022 17:30                         |        |                     |                                                                           |
| Izrael                                        | 4 : 2  | Rakousko            | Mestský štadión, Žiar nad Hronom diváci: 1 026 rozhodčí: Nathan Verboomen |
| Abed 5' Lugasi 29' Madmon 52' (pen.) Gluh 54' | Report | Jasic 24' Demir 76' | Mestský štadión, Žiar nad Hronom diváci: 1 026 rozhodčí: Nathan Verboomen |

| 22. června 2022 20:00                           |        |        |                                                                   |
| Anglie                                          | 4 : 0  | Srbsko | Štadión SNP, Banská Bystrica diváci: 2 569 rozhodčí: Morten Krogh |
| Scarlett 5', 40' Chukwuemeka 68' Jebbison 90+1' | Report |        | Štadión SNP, Banská Bystrica diváci: 2 569 rozhodčí: Morten Krogh |

| 25. června 2022 20:00 |        |          |                                                                          |
| Izrael                | 0 : 1  | Anglie   | Mestský štadión, Žiar nad Hronom diváci: 933 rozhodčí: Goga Kikačejšvili |
|                       | Report | Delap 6' | Mestský štadión, Žiar nad Hronom diváci: 933 rozhodčí: Goga Kikačejšvili |

| 25. června 2022 20:00         |        |                        |                                                                          |
| Rakousko                      | 3 : 2  | Srbsko                 | Štadión SNP, Banská Bystrica diváci: 1 129 rozhodčí: Matthew De Gabriele |
| Querfeld 25', 55' Wallner 66' | Report | Lazetić 44' Ratkov 88' | Štadión SNP, Banská Bystrica diváci: 1 129 rozhodčí: Matthew De Gabriele |

## Vyřazovací fáze

### Pavouk
|  | Semifinále                   | Semifinále     |   |  | Finále               | Finále |  |
|  |                              |                |   |  |                      |        |  |
|  | 28. června – Dunajská Streda |                |   |  |                      |        |  |
|  | Francie                      | 1              |   |  |                      |        |  |
|  | Izrael                       | 2              |   |  |                      |        |  |
|  |                              |                |   |  |                      |        |  |
|  |                              |                |   |  | 1. července – Trnava |        |  |
|  |                              |                |   |  | Izrael               | 1      |  |
|  |                              | Anglie (prod.) | 3 |  |                      |        |  |
|  |                              |                |   |  |                      |        |  |
|  |                              |                |   |  |                      |        |  |
|  |                              |                |   |  |                      |        |  |
|  | 28. června – Senec           |                |   |  |                      |        |  |
|  | Anglie                       | 2              |   |  |                      |        |  |
|  | Itálie                       | 1              |   |  |                      |        |  |

### O MS do 20 let
| 28. června 2022 17:00 |        |          |                                                                              |
| Slovensko             | 1 : 0  | Rakousko | Štadión Antona Malatinského, Trnava diváci: 4 087 rozhodčí: Nathan Verboomen |
| Kopásek 64'           | Report |          | Štadión Antona Malatinského, Trnava diváci: 4 087 rozhodčí: Nathan Verboomen |

### Semifinále
| 28. června 2022 17:00 |        |                    |                                                          |
| Anglie                | 2 : 1  | Itálie             | NTC Senec, Senec diváci: 897 rozhodčí: Goga Kikačejšvili |
| Scott 58' Quansah 82' | Report | Miretti 12' (pen.) | NTC Senec, Senec diváci: 897 rozhodčí: Goga Kikačejšvili |

| 28. června 2022 20:00 |        |                                 |                                                                 |
| Francie               | 1 : 2  | Izrael                          | DAC-aréna, Dunajská Streda diváci: 1 226 rozhodčí: Morten Krogh |
| Virginius 62'         | Report | Touré 29' (vl.) Kancepolsky 57' | DAC-aréna, Dunajská Streda diváci: 1 226 rozhodčí: Morten Krogh |

### Finále
| 1. července 2022 20:00 |            |                                        |                                                                           |
| Izrael                 | 1 : 3 (PP) | Anglie                                 | Štadión Antona Malatinského, Trnava diváci: 3 005 rozhodčí: António Nobre |
| Gluh 40'               | Report     | Doyle 52' Chukwuemeka 108' Ramsey 116' | Štadión Antona Malatinského, Trnava diváci: 3 005 rozhodčí: António Nobre |

## Střelci
4 góly
- Loum Tchaouna

3 góly
- Carney Chukwuemeka
- Alan Virginius
- Oscar Gluh

2 góly
- Leopold Querfeld
- Dane Scarlett
- Ange-Yoan Bonny
- Cristian Volpato
- Marko Lazetić

1 gól
- Yusuf Demir
- Adis Jasic
- Lukas Wallner
- Liam Delap
- Alfie Devine
- Callum Doyle
- Daniel Jebbison
- Jarell Quansah
- Aaron Ramsey
- Alex Scott
- Martin Adeline
- Taïryk Arconte
- Florent da Silva
- Tai Abed
- Ahmed Ibrahim
- El Yam Kancepolsky
- Ariel Lugasi
- Ilay Madmon
- Giuseppe Ambrosino
- Tommaso Baldanzi
- Fabio Miretti
- Luca Andronache
- Andrei Coubiș
- Stefan Leković
- Petar Ratkov
- Adam Griger
- Samuel Kopásek

1 vlastní gól
- Souleymane Isaak Touré

## Tým turnaje
| Brankář     | Obránci                                                        | Záložníci                                                                          | Útočník              |
| ----------- | -------------------------------------------------------------- | ---------------------------------------------------------------------------------- | -------------------- |
| Matthew Cox | - Brayann Pereira - Stav Lemkin - Jarell Quansah - Harvey Vale | - Ilay Madmon - Carney Chukwuemeka - Loum Tchaouna - Oscar Gloukh - Alan Virginius | - Giuseppe Ambrosino |